# Церковь Алам
Церковь Алам (арм. Ալամի եկեղեցի; также известная как церковь Аламан, церковь Алем, церковь Святого Анании) — утраченная армянская церковь, построенная в 637 году князем Григором и его женой Мариам, располагавшаяся в селе Алам (Алем) района Дигор провинции Карс Турции. До 1920 года ещё была в хорошем состоянии.

## Описание
Село Алам (Алем, Аламан) расположено к югу от средневекового города Ани в провинции Карс. 
Церковь представляла собой небольшое купольное здание в плане триконха. Надпись на стене гласила, что церковь была основана князем Григором и его женой Мариам в 637 году, а также было указано имя Нерсес Камсаракан — местного правителя того времени. Церковь была в хорошем состоянии в 1920 году, когда ее посетил армянский археолог Ашхарбек Калантар. В то время у села Алам было 45 домов, из которых 23 были заселены армянами и 22 курдами-езидами.